# Arnaud & Marot
Arnaud & Marot est un constructeur automobile français.

## Production
L’entreprise basée à Levallois-Perret a commencé à produire des automobiles en 1901. Le nom de la marque était Arnaud & Marot. L’usine était située au numéro 34 rue Kléber. Seuls quelques prototypes ont été produits entre 1901 et 1905. La production a été arrêtée en 1905.